# Mawal taluka
Maval taluka é um taluka na subdivisão Mawal de Pune (distrito) do estado de Maharashtra na Índia.
Na época do Censo da Índia em 2011, o taluka compreendia 187 vilarejos, um valor inalterado desde 2001. Havia também três vilas de censos naquela época - Wadagaon, Khadkale e Kusgaon Budruk. As vilas de censo possuíam seus próprios órgãos de governo, enquanto os gram panchayats que governavam as aldeias eram de 100; haviam duas aldeias - Ahirvade e Kamshet - que não possuía órgão governamental oficial.